# Pablo Sebastián Rodríguez
Pablo Sebastián "Tato" Rodríguez es un ex baloncestista argentino nacido en Mar del Plata el 6 de octubre de 1978. Jugaba de base y pasó la mayoría de su carrera en Peñarol de Mar del Plata, club en el que hizo desde las divisiones inferiores y del cual más tarde fue capitán del plantel profesional.
"Tato" debió retirarse profesionalmente del baloncesto debido a una afección cardíaca. Más tarde, y en honor al jugador, Peñarol retiró la camiseta número 8.

## Carrera

### Comienzos
Sebastián Rodríguez debutó en la Liga Nacional de Básquet el 2 de diciembre de 1994, con 16 años apenas cumplidos, para Peñarol. Tras algunas temporadas en las que por falta de condiciones físicas debido a su corta edad no podía destacarse aún, Rodríguez dejó su ciudad para jugar en el Torneo Nacional de Ascenso para Ciclista Juninense y así poder ganar mayor experiencia y tener más minutos de juego.

### Ciclista de Junín
Durante la temporada 1998-1999, "Tato" logró un muy buen desempeño en Ciclista, finalizando el año con el mejor porcentaje en triples del torneo. Con solo un año fuera de su club de origen le bastó para progresar mucho en su juego, y por eso Peñarol lo trajo de vuelta al club para que juegue la Liga Nacional.

### Primer regreso a Peñarol
Rodríguez no podía haber encontrado un mejor momento para jugar: la mala situación económica del club había provocado la formación de un equipo sin jugadores de renombre, pero con algunos jugadores surgidos en el propio club. Junto con Homero Rasch, conformaban la dupla de bases más joven de la liga. "Tato", con solo 21 años, obtuvo la titularidad del equipo durante la temporada 1999-2000, y no la abandonaría nunca más desde ese momento. Los números de Rodríguez mejoraron en todos los rubros, y su tiro de tres puntos comenzó a ser su marca registrada. La temporada finalizó sorpresivamente con el equipo "milrayitas" en un inesperado 4º puesto.
En las siguientes dos temporadas Rodríguez formó parte de planteles más competitivos del club y los resultados lo acompañaron. Sus números se mantuvieron estables y él comenzaba a tomar cada vez más protagonismo. En la temporada 2002-03 fue el punto clave en su carrera: La mala situación del país había quitado todo protagonismo de jugadores extranjeros, y "Tato" se vio más que beneficiado, ya que esa temporada por momentos jugó como escolta gracias a su altura y obtuvo promedios de 25,4 puntos, 2,1 rebotes y 2,8 asistencias, sumados a excelentes porcentajes de cancha.

### Boca Juniors y primer título
Tras una excelente temporada, las ofertas de otros clubes no se hicieron esperar, y Rodríguez aceptó la propuesta del poderoso Boca Juniors. Formó parte de un plantel largo y de buen nivel, donde sus minutos disminuyeron en gran medida, pero que finalmente se coronó campeón de la Liga Nacional.

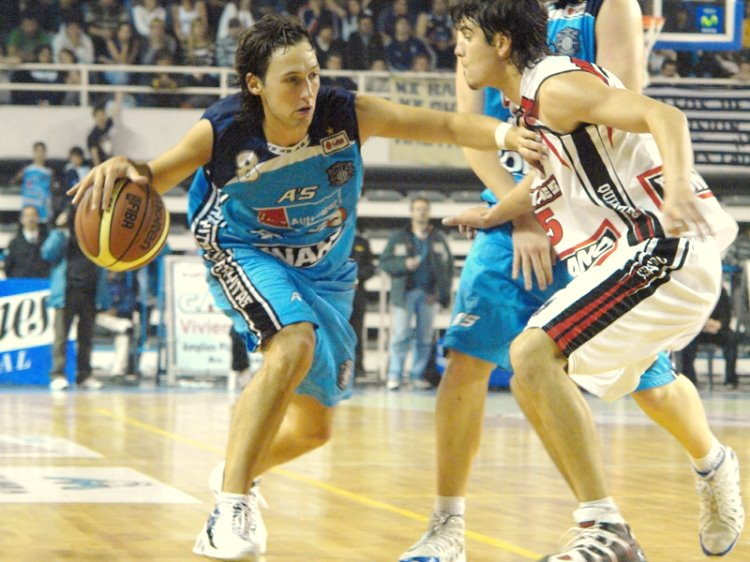
Rodríguez en un partido, en 2007

 También disputó la Liga Sudamericana de Clubes con el equipo xeneize, y promedió unos 13,4 puntos en la temporada. A pesar del buen momento deportivo, "Tato", acostumbrado a jugar en un club donde era figura, decidió volver para la temporada 2004-05 al club de sus amores: Peñarol.

### Segundo regreso a Peñarol
Ya la madurez en él era clara en esos años, y supo conducir al equipo milrayitas en campañas que volvieron a poner al nombre del club en lo más alto. Particularmente, se hizo figura de los clásicos contra Quilmes. En la temporada 2006-07 formó parte del quinteto ideal de la Liga, y casi logra obtener el título nuevamente, pero su equipo fue derrotado en la final. A pesar de haber habido varias ocasiones en las que una nueva partida de Peñarol parecía ser posible, a Rodríguez siempre parece vérsele cómodo jugando en su ciudad.

### Retiro
A comienzos de la temporada 2011-12, tato fue diagnosticado con una afección cardíaca que lo llevó a anunciar su retiro de la práctica profesional. Más tarde, y en honor al jugador, se retiró la camiseta número 8 de Peñarol.

Yo me fui a hacer un chequeo de rutina y encontraron que tenía la aorta dilatada, enseguida fuimos a Buenos Aires a ver especialistas a ver que me decían. El médico de acá ya me había adelantado algo pero queríamos una segunda opinión. Fuimos al Fleming y el médico Walter Rodríguez me dijo que no podía hacer más deporte de alto rendimiento. Quise llegar a Mar del Plata y contárselo primero a mi familia, mis hermanas estaban de viaje y quería primero estar con ellos, asimilar ese golpe, porque fue un cachetazo de un segundo para el otro que te saquen de lo que más te gusta, de lo que te apasiona, encima tu trabajo. Es muy duro. Yo estaba muy ilusionado, con muchas ganas de ir por el tricampeonato, ya había jugado amistosos, estaba haciendo una buena pretemporada, la verdad que fue muy duro el impacto de la noticia. Por eso quiero agradecer el apoyo en principio de los periodistas porque entendieron mi silencio y respetaron eso y me mandaron su apoyo y también a los jugadores de la selección, a los jugadores de clubes y los capitanes de equipo, a los hinchas que dejaron un poquito de lado su fanatismo por su camiseta y me mandaron cariños, de todos los clubes hasta mismo de Quilmes que por ahí es el rival de toda la vida de Peñarol, me han hecho llegar un montón de mensajes también así que han mostrado la solidaridad en este deporte y todos esos mensajes a uno lo ayudan de salir de este golpe tan duro.
Tato Rodríguez.

## Trayectoria
| Temporada | Club                     | País      | Liga |
| 1994-95   | Peñarol de Mar del Plata | Argentina | LNB  |
| 1995-96   | Peñarol de Mar del Plata | Argentina | LNB  |
| 1996-97   | Peñarol de Mar del Plata | Argentina | LNB  |
| 1997-98   | Peñarol de Mar del Plata | Argentina | LNB  |
| 1998-99   | Ciclista Juninense       | Argentina | TNA  |
| 1999-00   | Peñarol de Mar del Plata | Argentina | LNB  |
| 2000-01   | Peñarol de Mar del Plata | Argentina | LNB  |
| 2001-02   | Peñarol de Mar del Plata | Argentina | LNB  |
| 2002-03   | Peñarol de Mar del Plata | Argentina | LNB  |
| 2002-03   | Trouville                | Uruguay   | LUB  |
| 2003-04   | Boca Juniors             | Argentina | LNB  |
| 2004-05   | Peñarol de Mar del Plata | Argentina | LNB  |
| 2005-06   | Peñarol de Mar del Plata | Argentina | LNB  |
| 2006-07   | Peñarol de Mar del Plata | Argentina | LNB  |
| 2007-08   | Peñarol de Mar del Plata | Argentina | LNB  |
| 2008-09   | Peñarol de Mar del Plata | Argentina | LNB  |
| 2009-10   | Peñarol de Mar del Plata | Argentina | LNB  |
| 2010-11   | Peñarol de Mar del Plata | Argentina | LNB  |

## Estadísticas en la LNB
| Año     | Equipo       | PJ  | PT | MPP  | %TC  | %3P  | %TL  | RPP | APP | ROB  | TPP | PPP  |
| ------- | ------------ | --- | -- | ---- | ---- | ---- | ---- | --- | --- | ---- | --- | ---- |
| 1994-95 | Peñarol      | 4   | -  | 1    | -    | -    | -    | 0   | 0   | 0    | 0   | 0    |
| 1995-96 | Peñarol      | 1   | -  | 2    | -    | 0    | -    | 0   | 0   | 0    | 0   | 0    |
| 1996-97 | Peñarol      | 28  | -  | 8,25 | 46,5 | 36,8 | 30,7 | 0,4 | 0,9 | 0,6  | 0   | 1,8  |
| 1997-98 | Peñarol      | 46  | -  | 12,4 | 41,2 | 36,2 | 76   | 0,9 | 1,2 | 0,45 | 0   | 3,1  |
| 1999-00 | Peñarol      | 55  | -  | 25,5 | 45,6 | 47,4 | 76   | 1,8 | 1,8 | 0    | 0   | 7,7  |
| 2000-01 | Peñarol      | 48  | -  | -    | 48,3 | 44,3 | 78,8 | 1,5 | 1,8 | 0    | 0   | 7,3  |
| 2001-02 | Peñarol      | 20  | -  | 29,4 | 45,8 | 36,9 | 85,7 | 2,3 | 1,9 | 0    | 0   | 8,5  |
| 2002-03 | Peñarol      | 39  | -  | 34,8 | 48,1 | 38,5 | 88   | 2,1 | 2,8 | 0    | 0   | 25,4 |
| 2003-04 | Boca Juniors | 53  | -  | 27,4 | 49,3 | 40,5 | 92   | 1,9 | 2,7 | 0,7  | 0,1 | 13,4 |
| 2004-05 | Peñarol      | 52  | -  | 35,1 | 49   | 42,2 | 84,7 | 2,5 | 4,9 | 1    | 0,1 | 18,8 |
| 2005-06 | Peñarol      | 48  | -  | 35,7 | 47,9 | 41,3 | 90,3 | 2,8 | 6   | 0,7  | 0,2 | 16,9 |
| 2006-07 | Peñarol      | 55  | -  | 29,2 | -    | 44,5 | 90,8 | 1,8 | 4   | 0,7  | 0   | 12,6 |
| 2007-08 | Peñarol      | 48  | -  | 29,5 | 45,6 | 43,5 | 88,1 | 1,4 | 4,1 | 0,7  | 0   | 13,6 |
| 2008-09 | Peñarol      | 57  | 56 | 27,2 | 43,5 | 44,2 | 90,3 | 1,5 | 3,7 | 1,1  | 0,1 | 11,4 |
| Total   |              | 554 | -  | -    | -    | -    | -    | -   | -   | -    | -   | 11,9 |

## Palmarés

### Campeonato Nacionales
| Título                   | Club                     | País      | Año     |
| ------------------------ | ------------------------ | --------- | ------- |
| Liga Nacional de Básquet | Boca Juniors             | Argentina | 2003-04 |
| Torneo Súper 8           | Peñarol de Mar del Plata | Argentina | 2006    |
| Copa Desafío             | Peñarol de Mar del Plata | Argentina | 2007    |
| Torneo Súper 8           | Peñarol de Mar del Plata | Argentina | 2009    |
| Liga Nacional de Básquet | Peñarol de Mar del Plata | Argentina | 2009-10 |
| Copa Argentina           | Peñarol de Mar del Plata | Argentina | 2010    |
| Torneo Súper 8           | Peñarol de Mar del Plata | Argentina | 2011    |
| Liga Nacional de Básquet | Peñarol de Mar del Plata | Argentina | 2010-11 |

### Campeonatos internacionales
| Título               | Club                     | País      | Año     |
| -------------------- | ------------------------ | --------- | ------- |
| Liga de las Américas | Peñarol de Mar del Plata | Argentina | 2007-08 |
| Liga de las Américas | Peñarol de Mar del Plata | Argentina | 2009-10 |
| Torneo Interligas    | Peñarol de Mar del Plata | Argentina | 2010    |

### Menciones
- Mejor porcentaje de efectividad en triples: 1999-00
- Mejor pasador de la temporada: 2004-05 y 2005-06
- Quinteto ideal: 2004-05, 2006-07, 2009-10
- Segundo quinteto: 2005-06, 2007-08
- Juego de las Estrellas de la LNB:[5] 2003, 2005, 2006, 2007, 2009, 2010.
- Es el jugador con más puntos en la historia de Peñarol con 6545, con un promedio de 11.8 por partido
- Es el jugador con más partidos disputados en la historia de Peñarol 554
- En la actualidad ocupa la 27º posición en la tabla histórica de goleadores de la liga con 7828 puntos anotados en 663 partidos, es decir con un promedio de 11.8 puntos por partido en la Liga Nacional de Básquet